# Colegio Bell-lloc
El Colegio Bell-lloc es una escuela concertada de Gerona, fundada en 1965 y promovida por la Prelatura Opus Dei. Dentro de la escuela hay una masía inventariada llamada Can Pau Birol-Torre de Bell-lloc. Las primeras clases se impartieron el 2 de octubre de 1965.

## Historia
A finales de la década de 1950 un grupo de familias -los Ribot, Nadal, Fàbrega, Bertran, Masramon...-, supernumerarios del Opus Dei, se plantearon fundar un centro educativo donde sus hijos y los de otras familias pudieran recibir una formación sólida tanto a nivel cristiano como académico. Se trataba de un centro educativo de formación profesional y de inspiración cristiana, vinculada al Opus Dei. Eduard de Ribot fue uno de los líderes de este grupo de padres, que se constituyó en patronato y que en 1961 ya tenía el borrador del proyecto para crear un Centro Agrario. Sin embargo, les faltaban unos terrenos donde implantarlo, hasta que en 1964 encontraron una finca de diecisiete hectáreas. Los terrenos se encontraban situados al suroeste de Gerona, en la confluencia de la riera Masrocs con el río Güell. En la finca Can Pau Birol se encontraba un antiguo edificio que mantenía su valor arquitectónico y arqueológico. Se trata de la «Torre Bell-lloc», una noble masía catalana del siglo XIV, levantada sobre las ruinas de una casa romana solariega, que fue adaptada por los arquitectos Joan María de Ribot y Joaquim Masramon.
Al ver que podía ser el sitio idóneo, las familias se unieron para buscar avaladores y poder pedir un crédito, consiguiendo más de doscientas firmas. El 9 de enero de 1965 se escribió la operación ante notario, y las clases empezaron ese mismo mes de octubre.
Las clases empezaron el 2 de octubre del curso académico siguiente (1965/66) con diez profesores y sesenta estudiantes que hacían el cuarto grado de Enseñanza Primaria y el primer curso de Bachillerato Laboral Agrícola y Ganadero. En el curso 1968-1969 empezó a realizar Bachillerato Elemental, nocturno y diurno, y en 1969-1970 empezó a impartir enseñanzas agrarias.
San Josemaría Escrivá visitó el colegio el 24 de noviembre de 1972 y Javier Echevarría el 1 de julio de 2012.
En 2012, el colegio donó tres fragmentos geométricos policromados del mosaico romano procedente de can Pau Birol, donde se ubica la sede del centro docente al Ayuntamiento de Gerona.
Entre 1986 y 2018 la escuela impulsó el "Girona a l'abast". Fueron un conjunto de ciclos de conferencias que dejaron varios volúmenes dedicados a la historia de Gerona, en concreto los primeros trataron diversos aspectos relacionados con Gerona, siendo el primer monográfico en 1986 sobre la Catedral de Gerona. También se publicaron sobre Joan-Josep Tharrats i Vidal, la comunidad judía en la Gerona medieval, La Guerra de Sucesión y la Nueva Planta o Las obras de la Seu.
En 2015, el colegio celebró el 50.º aniversario de su fundación con diversos actos, entre los que destacó el musical "La leyenda de Bell-lloc" en el que participaron más de ochocientos alumnos desde Primaria hasta Bachillerato.
En 2018 la escuela contrató a profesoras por primera vez, en concreto cuatro maestras de primaria y dos de bachillerato, después de que el Departamento de Trabajo multara a otra escuela por contratar solo a hombres. En cuanto a los alumnos, el centro defendió que quería seguir siendo "un centro de educación diferenciada especializada en chicos". En este sentido, las Ampas de esta escuela y de Les Alzines, de chicas, en 2019 defendieron el "derecho" a separar a chicas y chicos. Cuando se creó, el colegio optó por la educación segregada, como la que tuvieron generaciones anteriores, donde se separaban a niños y niñas para ofrecerles un currículo diferente y desigual. La educación diferenciada de hoy en día, que actualmente ofrece a los chicos y chicas diferentes ritmos y estilos de aprendizaje para que puedan rendir al máximo a nivel académico.
Desde el curso 2015-2016, el colegio organiza cada año el musical de Bell-lloc. Éste es un proyecto transversal e interdisciplinario que durante todo el curso reúne a docentes y alumnos de diferentes ámbitos y cursos y que sirve para crecer en el aprendizaje del trabajo en equipo, la coordinación y responsabilidad, entre otros. El 17 de mayo de 2024 se representó el musical GRIS y sucedió en Màgic (2023), Boom! (2022), Shackleton (2019), Show Time (2018), Canta Cuentos (2017) y La leyenda de Bell-lloc (2016).
El colegio se ha caracterizado desde sus inicios por la figura del preceptor. Se trata de una especie de "tutor" para el alumno, a quien realiza un seguimiento individualizado y con quien el estudiante puede compartir sus dudas o problemas. Además, funciona como enlace entre el centro y las familias, con quienes en algunos casos establece una relación muy estrecha.

## Premios
- Mejor Proyecto Coordinado en Red, de los premios RED de Junior Report (2019)[14]
- Ganador de la V edición del concurso Nutrivideo de la Universidad de Navarra (2013), por el video The Foodbook.[15]
- Proyecto ganador en la XIII edición Fundación Junior Achievement, a la miniempresa Watersave, impulsada por un grupo de alumnos de 4.º de la ESO.[16]